# Werra-Aue zwischen Breitungen und Creuzburg
Mit der Bezeichnung Werra-Aue zwischen Breitungen und Creuzburg wurden Grünlandbereiche im Westen Thüringens, die zahlreichen Sumpf- und Wasservögeln einen Lebensraum bieten, als Vogelschutzgebiet in das länderübergreifende Netz besonderer Schutzgebiete Natura 2000 integriert. Natura 2000 hat den Erhalt der biologischen Vielfalt zum Ziel und soll dem anhaltenden Rückgang von wildlebenden Arten und ihrer natürlichen Lebensräume entgegenwirken. Die rechtlichen Grundlagen für das Schutzgebietssystem bilden die Vogelschutzrichtlinie und die Fauna-Flora-Habitat-Richtlinie der Europäischen Union.

## Lage
Das Vogelschutzgebiet erstreckt sich im Tal der Werra zwischen Breitungen im Landkreis Schmalkalden-Meiningen und Creuzburg im Wartburgkreis. Es besteht aus mehreren räumlich getrennten Teilen der Flussaue, mit großflächigen Wiesen und Weiden, die zeitweise überflutet werden und zu der Auslaugungsseen, Röhrichte, Altarme und Auwaldreste gehören. Administrativ befindet sich nur der südlichste Bereich innerhalb des Landkreises Schmalkalden-Meiningen. Der übrige Teil liegt in den Gemarkungen von neun Gemeinden des Wartburgkreises. Den größten Flächenanteil haben die Städte Werra-Suhl-Tal und Bad Salzungen. Nur geringe Gebietsanteile besitzen die beiden namensgebenden Orte Breitungen und Creuzburg.
Nach der naturräumlichen Gliederung Deutschlands, die auf der Geografischen Landesaufnahme des Instituts für Landeskunde Bad Godesberg basiert, wird der nördliche Bereich um das Naturschutzgebiet Wilhelmsglücksbrunn dem Creuzburger Werradurchbruch (483.440) in der Haupteinheit Nordwestliche Randplatten des Thüringer Beckens (483) zugeordnet. Der größere Teil liegt in Einheiten des Salzungen-Herleshausener Werratals (359.1) im Salzunger Werrabergland (359) innerhalb der Haupteinheitengruppe des Osthessischen Berglands (35).
Das innerthüringische, nur landesweit einteilende System der Landesanstalt für Umwelt und Geologie (TLUG) ordnet das Vogelschutzgebiet im nördlichen Teil der Werraaue Gerstungen-Creuzburg (6.6), im Süden der Werraaue Meiningen-Vacha (6.7) und die westlichsten Bereiche dem Bad Salzunger Buntsandsteinland (2.7) zu.

## Schutzgebiet

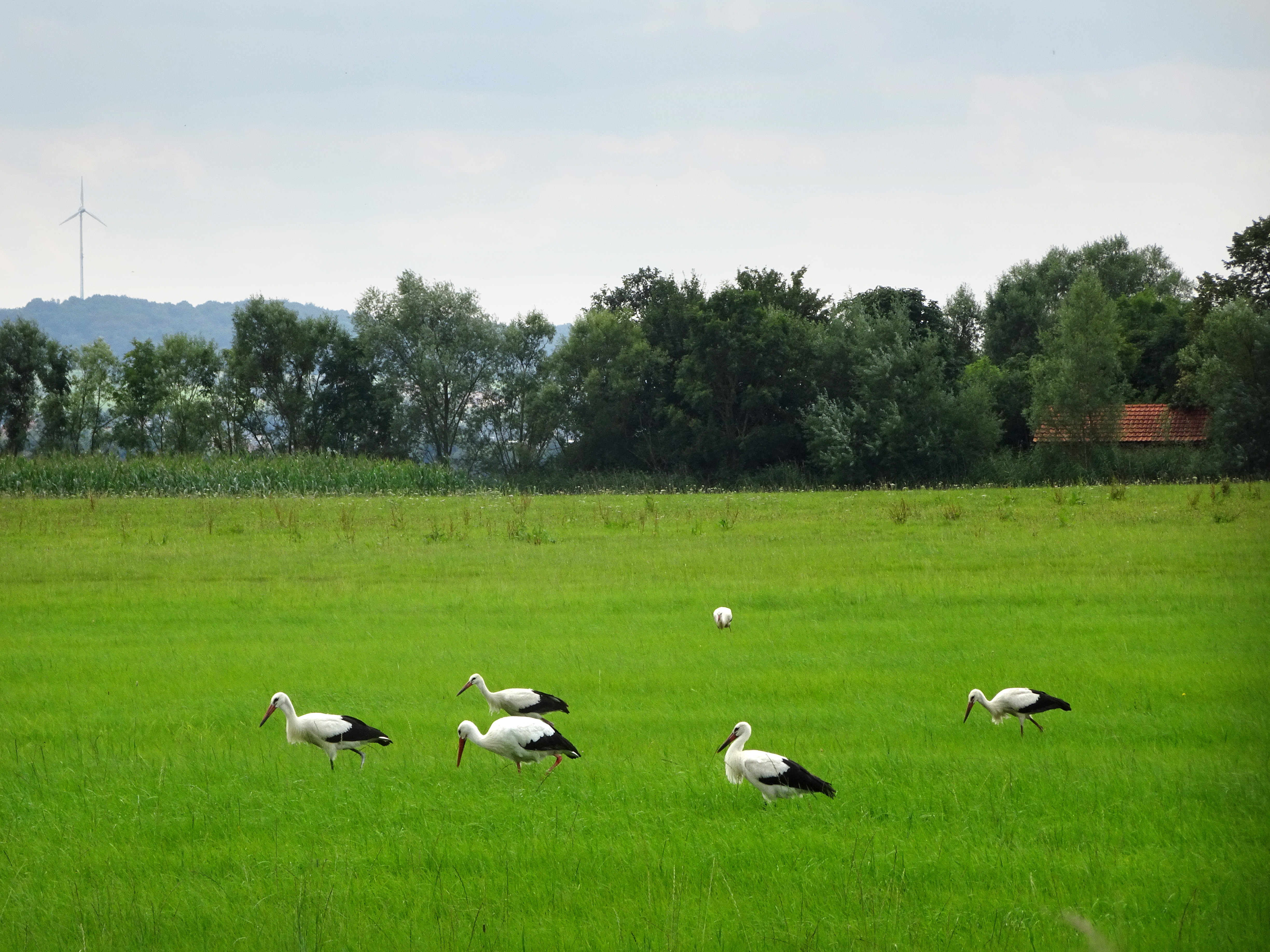
Aue bei Gerstungen vom Werratal-Radweg aus gesehen

Die Auslaugungsprozesse der sich im Untergrund befindenden Salzlagerstätten des Zechsteinbeckens, die im späten Perm vor etwa 258 bis 250 Millionen Jahren entstanden, verursachten einen Substanzschwund, der durch das Nachsacken der auflagernden Schollen des Deckgebirges ausgeglichen wurde. Durch die Senkungen kam es zur Ausbildung der breiten Auen im Werratal. Teilweise entstanden Hohlräume, die aufbrachen und wassergefüllte Senken bildeten, wie die Breitunger Seen oder das Forstloch südlich von Barchfeld. Neben den Auslaugungsseen und den wassergefüllten ehemaligen Kies- und Tongruben prägen großflächige Grünlandbereiche, Röhrichte, Altarme wie die „Alte Werra“, der Werraaltarm Gerstungen oder die Gewässer in der Werraaue Unterrohn sowie Reste der früheren Auwälder die geschützten Bereiche.
Innerhalb des Vogelschutzgebiets besitzt die Werra eine Länge von etwa 33,6 km. Insgesamt hat sie von ihren beiden Quellen im Thüringer Schiefergebirge eine Fließstrecke von rund 299 km, bis sie in Hann. Münden, neben der Fulda, zu dem rechten und längeren der beiden Hauptquellflüsse der Weser wird, die der Nordsee zufließt. Bei Eintritt in das Schutzgebiet bei Breitungen hat der Fluss eine Breite von mehr als 20 m, im Norden bei Creuzburg sind es dann mehr als 30 m. Anfangs entspricht die Wasserqualität der Werra der Güteklasse 2 (mäßig belastet), flussabwärts allerdings ist sie wegen der Einleitung von Salzen über Produktionsabwässer oder durch Auswaschungen der Abraumhalden der Kaliindustrie stark beeinträchtigt. Ihr ökologischer Zustand wird bis etwa Vacha als unbefriedigend, im weiteren Verlauf als schlecht bewertet.
Den Untergrund des Vogelschutzgebiets prägen aus geologischer Sicht vor allem Sedimente  des Unteren und Mittleren Buntsandsteins. In einem Bereich nahe Bad Salzungen tritt kleinflächig Zechstein zutage und die nördlich liegende Teilfläche um Wilhelmsglücksbrunn befindet sich auf den Sedimenten des Muschelkalks und Keupers. Die Bodenverhältnisse in der Aue variieren je nach Ausgangssubstrat und Lage des Grundwasserspiegels. Im oberen Abschnitt, etwa bis Immelborn, finden sich über einen Meter mächtige, lössartig ausgebildete Auenlehme, die meist ältere schluffig-tonige Sedimente des Nacheiszeitalters überlagern. Flussabwärts entwickelten sich aus Sanden und Kiesen mit darüber gelagerten muddig-torfigen Substraten kalkarme, zur Versauerung neigende Sandlehm- und Lehmsand-Vegen.
In der natürlichen Vegetation besitzen Sternmieren-Eichen-Hainbuchenwälder, einschließlich der flussbegleitenden Erlen- und Weidenwälder, den größten Anteil. Sie gelten als typisch für breite Talauen mittelgroßer Flüsse mit zeitweilig oder dauerhaft feuchten Böden. Abhängig von der Geländesituation sind auch Standorte mit Feucht-, Sumpf- oder Bruchwäldern vorhanden.

## Schutzobjekte und Schutzziele

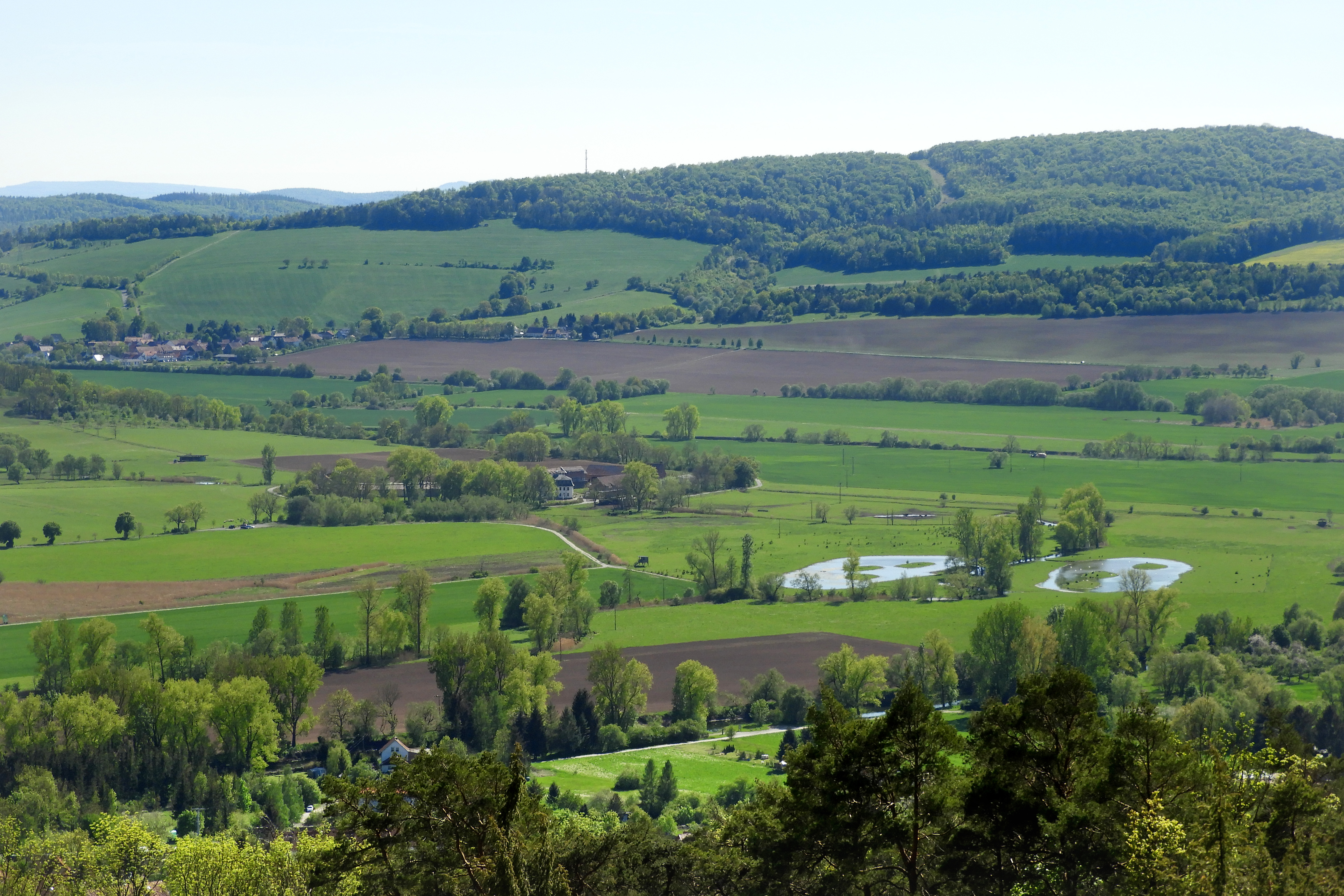
Naturschutzgebiet Wilhelmsglücksbrunn

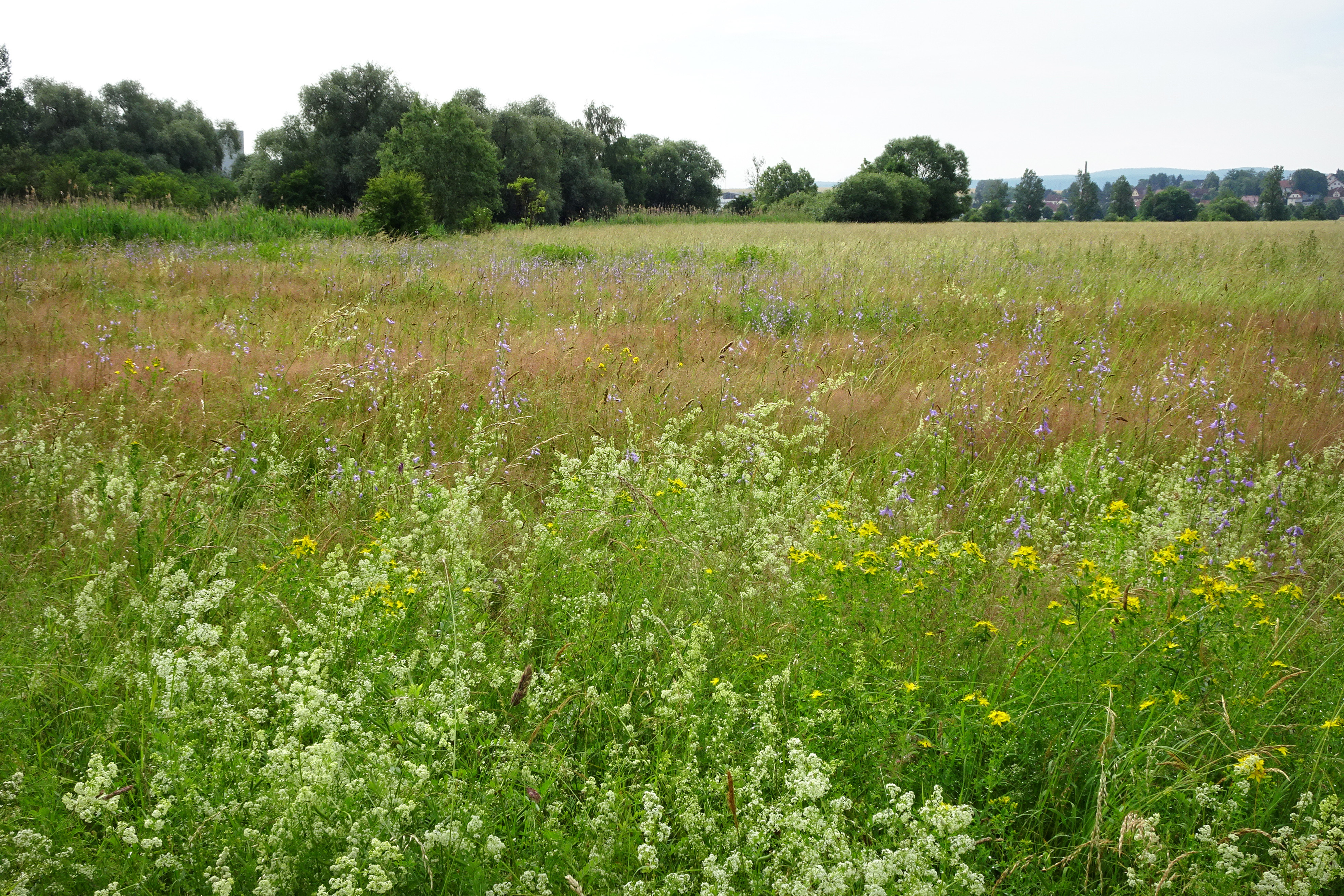
Um die Gelege der Wiesenvögel schützen werden einige Flächen, wie hier in der Werraaue bei Berka und Untersuhl, erst sehr spät gemäht oder beweidet

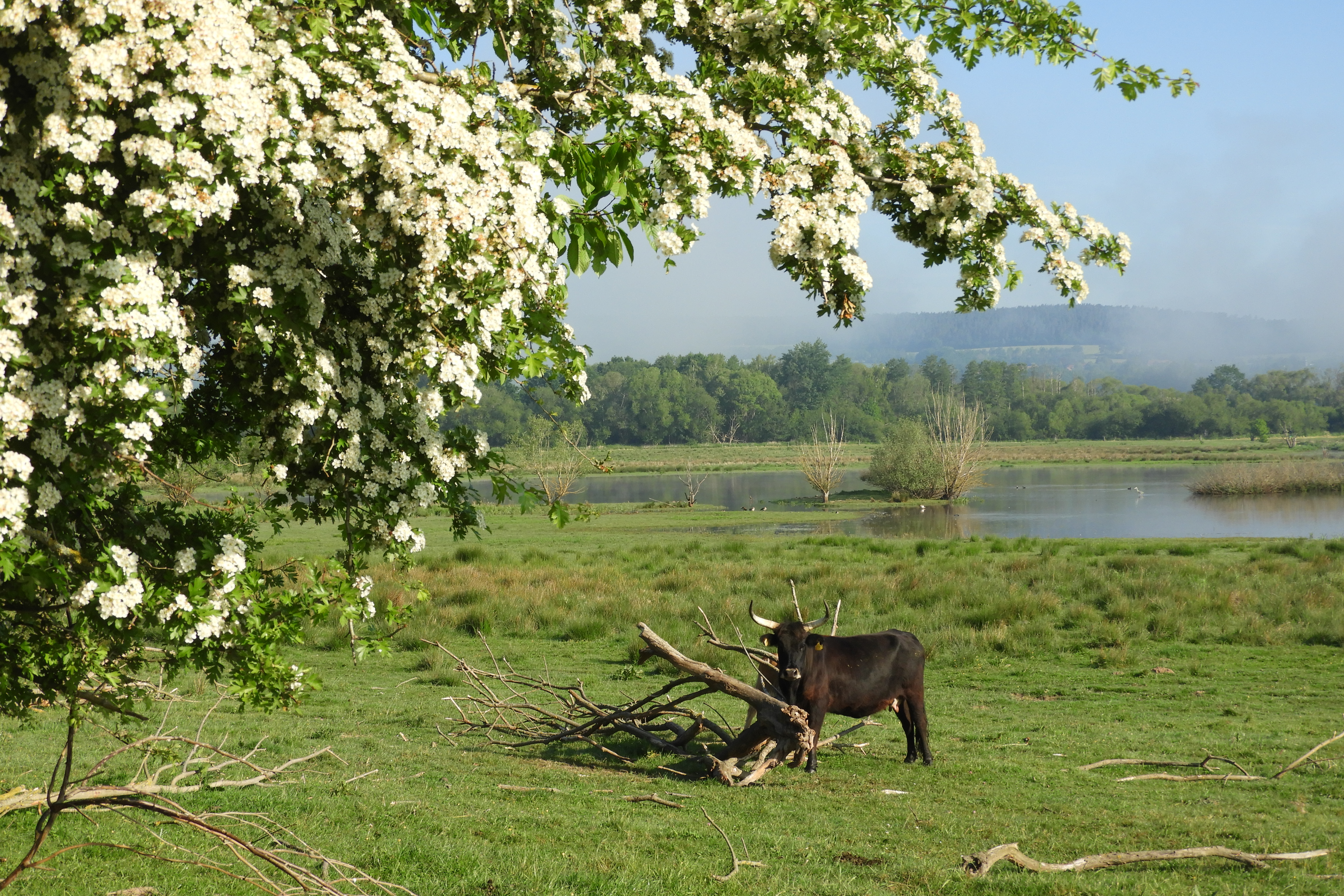
Ganzjahresbeweidung im Dankmarshäuser Rhäden

Der im Jahr 2003 erstellte und an die Europäische Union übermittelte Standarddatenbogen nennt zwanzig Arten des Anhangs I der Vogelschutzrichtlinie der EU, die als Brutvögel oder als Nahrungsgast zur Brutzeit festgestellt wurden. Zu diesen Vogelarten, für deren Erhaltung und der Wiederherstellung ihrer Lebensstätten und Lebensräume die Mitgliedstaaten verpflichtet sind, gehören:
Eisvogel (Alcedo atthis), Rohrdommel (Botaurus stellaris), Weißstorch (Ciconia ciconia), Schwarzstorch (Ciconia nigra), Rohrweihe (Circus aeruginosus), Wachtelkönig (Crex crex), Schwarzspecht (Dryocopus martius), Silberreiher (Egretta alba), Kranich (Grus grus), Stelzenläufer (Himantopus himantopus), Zwergdommel (Ixobrychus minutus), Neuntöter (Lanius collurio), Blaukehlchen (Luscinia svecica), Schwarzmilan (Milvus migrans), Rotmilan (Milvus milvus), Wespenbussard (Pernis apivorus), Grauspecht (Picus canus), Löffler (Platalea leucorodia), Kleines Sumpfhuhn (Porzana parva) und Tüpfelsumpfhuhn (Porzana porzana).
In der Thüringer Natura-2000-Erhaltungsziele-Verordnung vom 29. Mai 2008 werden in der Aufzählung der Vogelarten nach Anhang I als Schutzobjekte Stelzenläufer und Löffler nicht mehr genannt, dafür sind Bruchwasserläufer (Tringa glareola), Fischadler (Pandion haliaetus), Goldregenpfeifer (Pluvialis apricaria), Kampfläufer (Philomachus pugnax), Kornweihe (Circus cyaneus), Singschwan (Cygnus cygnus), Trauerseeschwalbe (Chlidonias niger), Zwergmöwe (Larus minutus) und Zwergsäger (Mergus albellus) hinzugekommen. Nach Artikel 4 Abs. 2 der Vogelschutzrichtlinie besteht weiterhin auch für alle nicht im Anhang I aufgeführten, regelmäßigen Zugvogelarten die Verpflichtung entsprechende Schutzmaßnahmen hinsichtlich ihrer Vermehrungs-, Mauser- und Überwinterungsgebiete sowie der Rastplätze in ihren Wanderungsgebieten zu ergreifen. Als wertgebende Vogelarten, die für die Ausweisung der Werra-Aue zwischen Breitungen und Creuzburg als Vogelschutzgebiet maßgeblich waren, wurden 51 verschiedene Zugvögel erfasst.
Als formulierte Erhaltungsziele der Verordnung sollen in der noch relativ störungsarmen Werraaue
- Flusslauf, Altarme, Auslaugungsseen und andere Stillgewässer mit ihren Verlandungsröhrichten als Lebensraum für Eisvogel (Alcedo atthis), Gänsesäger (Mergus merganser), Flussregenpfeifer (Charadrius dubius), Graugans (Anser anser), Knäkente (Anas querquedula), Wasserralle (Rallus aquaticus), Kleines Sumpfhuhn (Porzana parva), Teichhuhn (Gallinula chloropus), Zwergdommel (Ixobrychus minutus), Rohrweihe (Circus aeruginosus) und Lachmöwe (Larus ridibundus),
- die großflächigen, extensiv genutzten Grünlandflächen mit ihren feuchten Bereichen als Brut- und Nahrungshabitat für Wiesenbrüterarten wie Bekassine (Gallinago gallinago), Wachtelkönig (Crex crex), Kiebitz (Vanellus vanellus), Braunkehlchen (Saxicola rubetra), Wiesenpieper (Anthus pratensis), Weißstorch (Ciconia ciconia), Wachtel (Coturnix coturnix) und Wendehals (Jynx torquilla),
- der mit den Auengewässern verbundenen typischen Auwaldreste, Gehölz- und Sumpfhabitate als Lebensraum für Blaukehlchen (Luscinia svecica), Gelbspötter (Hippolais icterina), Schlagschwirl (Locustella fluviatilis) und Schwarzmilan (Milvus migrans) sowie
- der Eignung des Gebiets als Rast- und Nahrungshabitat für zahlreiche Watvogel- und Entenarten, für die Brandgans (Tadorna tadorna), Saatgans (Anser fabalis), Singschwan (Cygnus cygnus), Kormoran (Phalacrocorax carbo), Tüpfelsumpfhuhn (Porzana porzana), Zwergmöwe (Larus minutus), Trauerseeschwalbe (Chlidonias niger), Schwarzstorch (Ciconia nigra), Graureiher (Ardea cinerea), Silberreiher (Egretta alba), Fischadler (Pandion haliaetus) und Kornweihe (Circus cyaneus)

erhalten oder gegebenenfalls wiederhergestellt werden.

## Unterschutzstellung
Im Rahmen der Umsetzung der Europäischen Vogelschutzrichtlinie wurde die „Werra-Aue zwischen Breitungen und Creuzburg“ im Oktober 2003 durch das Thüringer Umweltministerium als Vogelschutzgebiet vorgeschlagen und über das Bundesumweltministerium an die EU gemeldet. Vogelschutzgebiete gelten nach ihrer Meldung als besondere Schutzgebiete und gehören damit unmittelbar dem europäischen Schutzgebietssystem Natura 2000 an. Die Bekanntmachung der Europäischen Vogelschutzgebiete erfolgte durch das Bundesumweltministerium am 26 Juli 2007 und wurde im Bundesanzeiger veröffentlicht. Die Schutzobjekte und die Erhaltungsziele für das Vogelschutzgebiet wurden in der Thüringer Natura 2000-Erhaltungsziele-Verordnung vom 29. Mai 2008 festgelegt.
Das Europäische Vogelschutzgebiet, auch Besonderes Schutzgebiet oder englisch Special Protection Area (SPA) genannt, besitzt eine Größe von 2.578 Hektar, hat die thüringeninterne Kennung SPA 18, die europäische Gebietsnummer 5127-401 und den WDPA-Code 555537614.

## Geschützte Gebiete

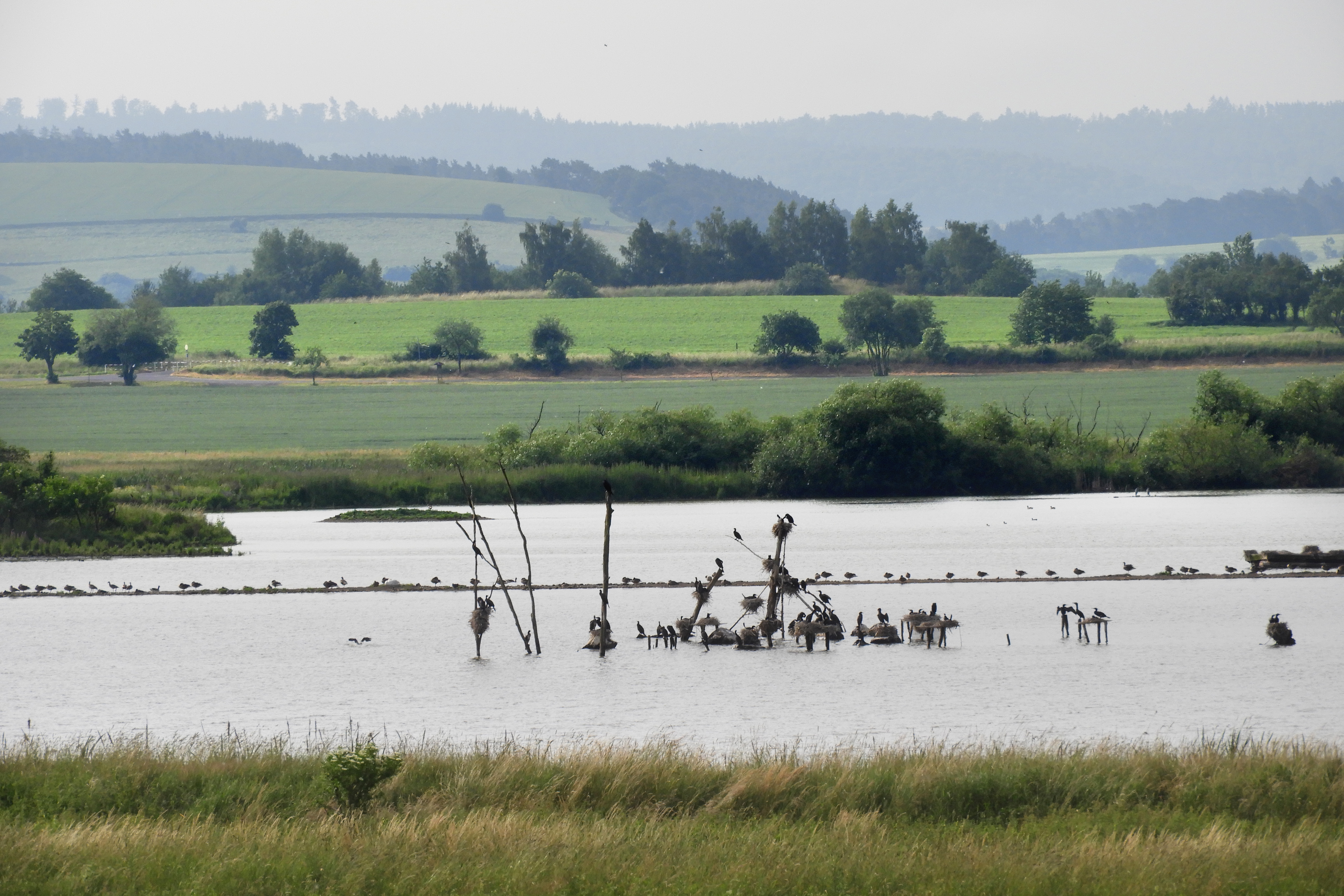
Blick vom hessischen Rhäden zum Dankmarshäuser Rhäden

Das Vogelschutzgebiet weist Überschneidungen mit Fauna-Flora-Habitat(FFH)-Gebieten, Naturschutzgebieten und Flächennaturdenkmalen auf. Weite Bereiche werden außerdem als Überschwemmungsgebiete und kleinere Teile als Wasserschutzgebiet geschützt.
Zu den drei FFH-Gebieten die das Vogelschutzgebiet überlagern gehören:
- „Werra bis Treffurt mit Zuflüssen“ (TH111, DE5328-305, WDPA555520705), es umfasst den Flusslauf der Werra in Thüringen mit einigen der Nebengewässer und teilweise auch angrenzende Grünlandbereiche der Aue. Das 2.260 Hektar große Gebiet wurde im Juni 2004 durch das Thüringer Umweltministerium als FFH-Gebiet vorgeschlagen und über das Bundesumweltministerium an die EU-Kommission gemeldet. Mit dem Eintrag in die Liste von Gebieten von gemeinschaftlicher Bedeutung folgte im November 2007 die Bestätigung und im Juli 2008 die Aufnahme in das länderübergreifende System Natura 2000.
- „NSG Breitunger Seen“ (TH99, DE5227-304, WDPA555520592), mit nährstoffreichen Seen und ihren Verlandungszonen, Schilfgürteln und Wasserpflanzengesellschaften sowie angrenzenden Feuchtwiesen. 77 Hektar, im September 2000 vorgeschlagen und im Dezember 2004 bestätigt.
- „Dankmarshäuser Rhäden“ (TH240, DE5026-305, WDPA555520382), mit Feuchtlebensräumen in einer flachen Senke, angrenzend an das hessische Naturschutzgebiet „Rhäden bei Obersuhl und Bosserode“. 77 Hektar, im Mai 2004 vorgeschlagen, Bestätigung im November 2007.

Die FFH-Gebiete „NSG Breitunger Seen“ und „Dankmarshäuser Rhäden“ haben etwa die gleichen Gebietsgrenzen und Schutzziele wie die gleichnamigen Naturschutzgebiete.
Insgesamt zwölf ausgewiesene Naturschutzgebiete überschneiden das Vogelschutzgebiet:
- „Breitunger Seen“ (TH97, WDPA162555)
- „Forstloch - Riedwiesen“ (TH137, WDPA163134)
- „Erlensee - Maiwiesen“ (TH 226, WDPA555690940)
- „Karrenwiesen“ (TH 225, WDPA344591)
- „Werraaue mit Altarmen bei Unterrohn“ (TH224, WDPA319315)
- „Brühl von Merkers“ (TH223, WDPA555588708)
- „Schergesbachaue“ (TH222, WDPA319061)
- „Rohrlache zwischen Dippach und Dankmarshausen“ (TH221, WDPA378349)
- „Dankmarshäuser Rhäden“ (TH218, WDPA162702)
- „Werraaue bei Berka und Untersuhl“ (TH216, WDPA166255)
- „Alte Werra“ (TH214, WDPA162103)
- „Wilhelmsglücksbrunn“ (TH 210, WDPA319334)[1][5]

## Besucherhinweis

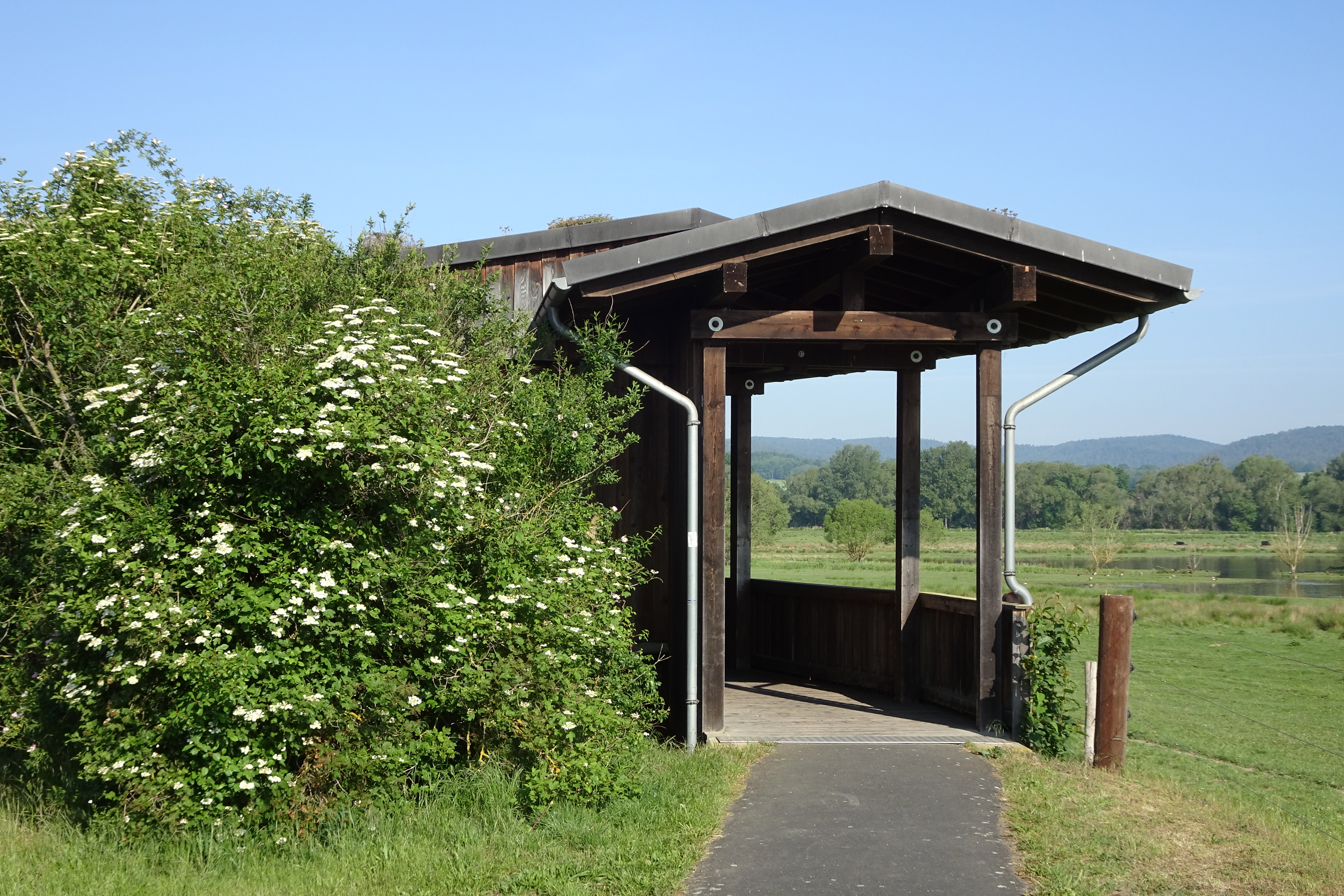
Vogelbeobachtungsstand im Dankmarshäuser Rhäden

Entlang des Flusses und teilweise durch die geschützten Bereiche führt von den Quellen im Thüringer Schiefergebirge bis zur Mündung in die Weser bei Hann. Münden der Werratal-Radweg. Der ausgeschilderte Fernradweg verläuft zumeist auf befestigten oder asphaltierten Rad- und Wirtschaftswegen sowie auf ruhigen Nebenstraßen und ermöglicht Blicke in das Vogelschutzgebiet. Es bieten sich außerdem einige Gelegenheiten, das Gebiet auf Pfaden mit Vogelbeobachtungsständen und Infotafeln zu Fuß zu erkunden. Zur Vermeidung von Störungen ist hier darauf zu achten, Lärm zu vermeiden und Hunde nicht frei laufen zu lassen.